# The Miracles
I Miracles sono stati un gruppo musicale statunitense soul, R&B e disco. Il gruppo piazzò oltre 40 singoli nella Top 40.

## Storia del gruppo
Originari di Detroit, i Miracles vennero fondati la metà degli anni cinquanta. I componenti del gruppo che, tra il 1965 e il 1972, era accreditato come "Smokey Robinson & The Miracles", erano William "Smokey" Robinson, Warren "Pete" Moore, Clarence "Humble" Dawson, Donald Wicker, James "Rat" Grice, William "Billy" Griffin, Ronald White e Claudette Robinson.
Tra I brani più noti incisi dai Miracles durante la prima parte di carriera, figurano Bad Girl (1959), Going to a Go-Go (1965), I'm the One You Need (1967), I Second That Emotion" (1967), The Tears of a Clown (1970), che arriva prima nella Billboard Hot 100 per due settimane, Mickey's Monkey (1963), You've Really Got a Hold on Me (1962) e Ooo Baby Baby (1965).
Nei primi anni settanta, Smokey Robinson venne sostituito da Billy Griffin in vece di voce solista. Nel corso del decennio, lo stile del gruppo iniziò ad alternare tracce marcatamente soul disco ad altre più ballabili. Di questo periodo si segnala la loro Love Machine (1975), che, nel 1976, arrivò prima nella Billboard Hot 100 e nella top 3 del Regno Unito. Fu al centro di alcune polemiche la loro Spy For Brotherhood (1975), ritirata dall'FBI per il contenuto giudicato ai limiti del sovversivo.
Nel 1976 vennero inseriti nell'evento Disco Party tenuto al Forum di Los Angeles, al quale parteciparono anche Donna Summer e Tina Turner.

## Formazione
- Ronald White (1955–1978, 1980–1983, 1993–1995; morto nel 1995)
- Warren "Pete" Moore (1955–1978)
- William "Smokey" Robinson, Jr. (1955–1972)
- Pete Moore (1955–1978)
- Clarence Dawson (1955)
- James Grice (1955)
- Emerson Rogers  (1956)
- Bobby Rogers (1956–1983, 1993–2011) – morto il 3 marzo 2013
- Claudette Rogers (1956–1964, 2005–2011)
- Billy Griffin (1972–1978, fino alla fine degli anni 1990)
- Dave Finley (1978–1983, 1993–2011)
- Sidney Justin (1993–2000)
- Tee Turner (1996–2011)
- Mark Scott (2005–2011)

## Discografia parziale

### Album
- 1961 - Hi, We're the Miracles
- 1962 - Cookin' with the Miracles
- 1963 - The Faboulous Miracles
- 1963 - Christmas with the Miracles
- 1965 - Greatest Hits from the Beginning (US #21)
- 1965 - Going to a Go-Go (US #8)
- 1967 - Make It Happen (US #28)
- 1968 - Greatest Hits, Vol. 2 (US #7)
- 1969 - Time Out for Smokey Robinson & the Miracles (US #25)
- 1975 - City of Angels (US #33)
- 2004 - Merry Christmas from the Miracles

### Singoli
- 1958: Got a Job (1958) (US #23 r&b)
- 1959: Bad Girl (1959) (US #10 r&b)
- 1960: Way Over There (1960) (US #19 r&b)
- 1960: I Need A Change (1960) (US #15 r&b)
- 1960: Shop Around (1960) (US #2 pop; #1(8) r&b)
- 1961: Ain't It, Baby (1961) (US #15 r&b)
- 1961: Mighty Good Lovin' (1961) (US #21 r&b)
- 1961: Everybody's Gotta Pay Some Dues (1961) (US #11 r&b)
- 1962: What's So Good About Goodbye (1962) (US #7 r&b)
- 1962: I'll Try Something New (1962) (US #8 r&b)
- 1962: Way Over There (1962) (US #21 r&b, re-issued)
- 1963: You've Really Got a Hold on Me (1962) (US #8 pop; #1(1) r&b)
- 1963: A Love She Can Count On (1963) (US #10 r&b)
- 1963: Mickey's Monkey (1963) (US #8 pop; #3 r&B)
- 1963: I Gotta Dance To Keep From Crying (1963) (US #17 r&B)
- 1965: Ooo Baby Baby (1965) (US: #16)
- 1965: The Tracks of My Tears (1965) (US #16, UK #9)
- 1965: My Girl Has Gone (1965) (US #14)
- 1965: Going to a Go-Go (1965) (US #11)
- 1966: (Come 'Round Here) I'm The One You Need (US #17, UK #13)
- 1967: The Love I Saw in You Was Just a Mirage (US #20)
- 1967: I Second That Emotion (US #4)
- 1968: If You Can Want (US: #11)
- 1968: Baby, Baby Don't Cry (US #8)
- 1970: The Tears of a Clown (US #1, UK: #1, Olanda #4) - Grammy Hall of Fame Award 2002
- 1971: I Don't Blame You at All (US #18, UK #11)
- 1974: Do It Baby (US #13)
- 1975: Love Machine (part 1) (US #1, UK #3)